# Chicot (écologie forestière)
Pour les articles homonymes, voir Chicot.

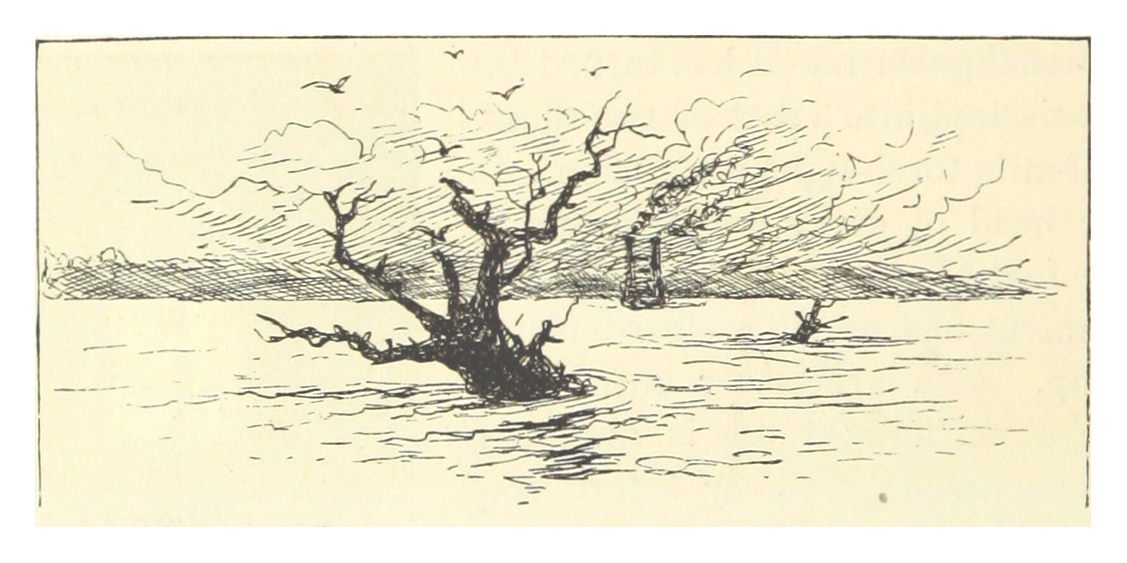
Mark Twain, Life on the Mississippi, Snags, 1883

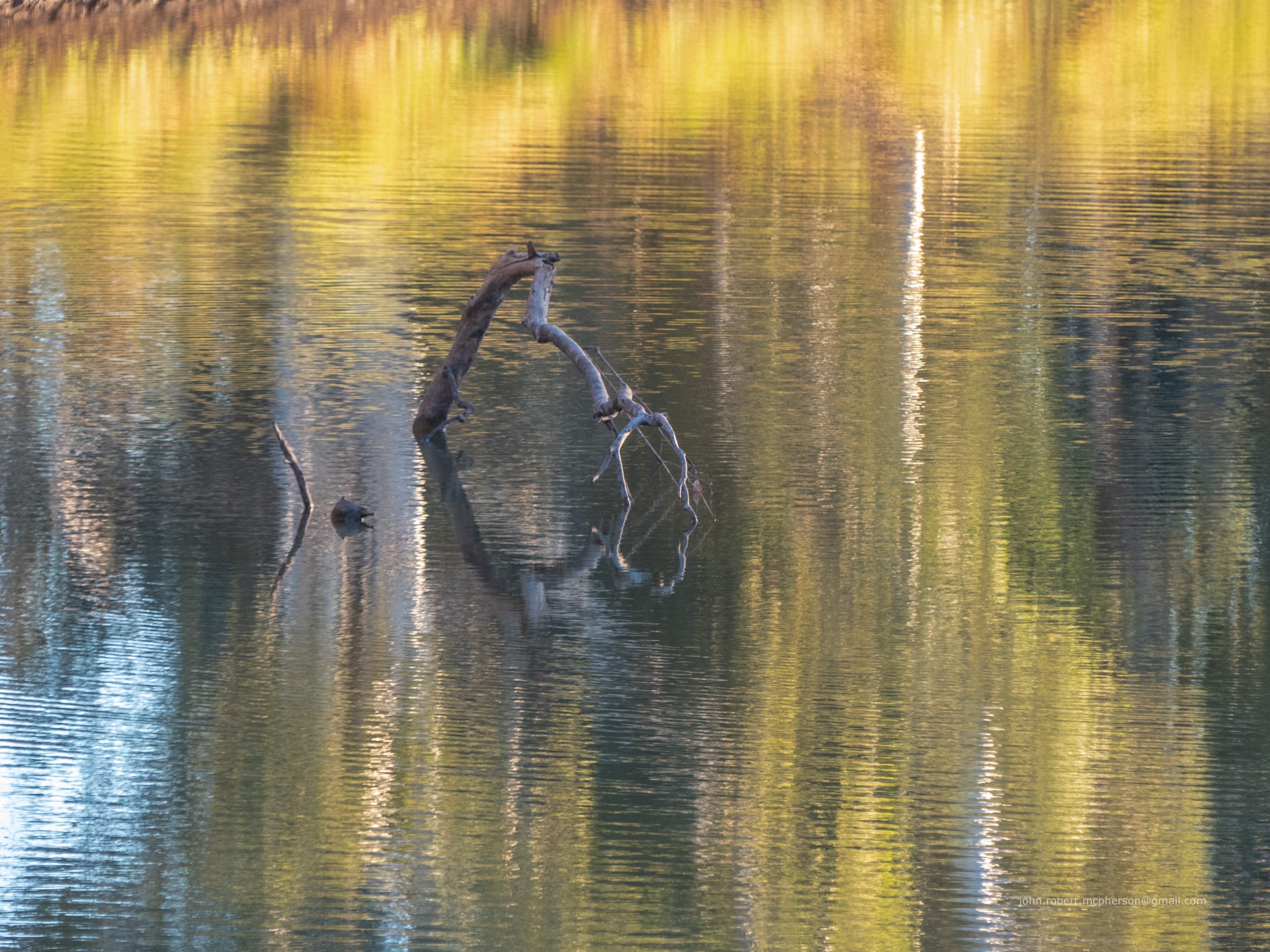
Tree snag Burke River Boulia Queensland

En français, et particulièrement en français de la Louisiane, un chicot est un arbre en partie ou totalement immergé dans l'eau. On lui donne aussi le nom de bois canard; souvent le terme anglais snag est utilisé en français. Chicot désigne aussi en français la chandelle.
Sur le territoire  de la Louisiane (Nouvelle-France), le terme a donné son nom a de nombreux lacs (le lac Chicot) ainsi que de nombreux autre toponymes (Comté de Chicot en Arkansas).
En écologie forestière, le mot anglais snag fait référence essentiellement à un arbre debout, mort ou mourant, auquel il manque souvent un sommet ou la plupart des petites branches. En écologie de l'eau douce en Australie et aux États-Unis, snag est également utilisé pour désigner les chicots, arbres, les branches et autres morceaux de bois naturels trouvés immergés ou partiellement immergés dans les rivières et les ruisseaux.
Ces snags ont été identifiés comme étant essentiels pour l'abri et comme sites de frai pour les poissons, et sont l'un des rares substrats durs disponibles pour la croissance du biofilm soutenant les invertébrés aquatiques dans les rivières de plaine traversant les plaines alluviales inondables. Les snag sont des sites importants pour la croissance du biofilm et pour abriter et nourrir les invertébrés aquatiques dans les rivières et les ruisseaux de plaine et des hautes terres.

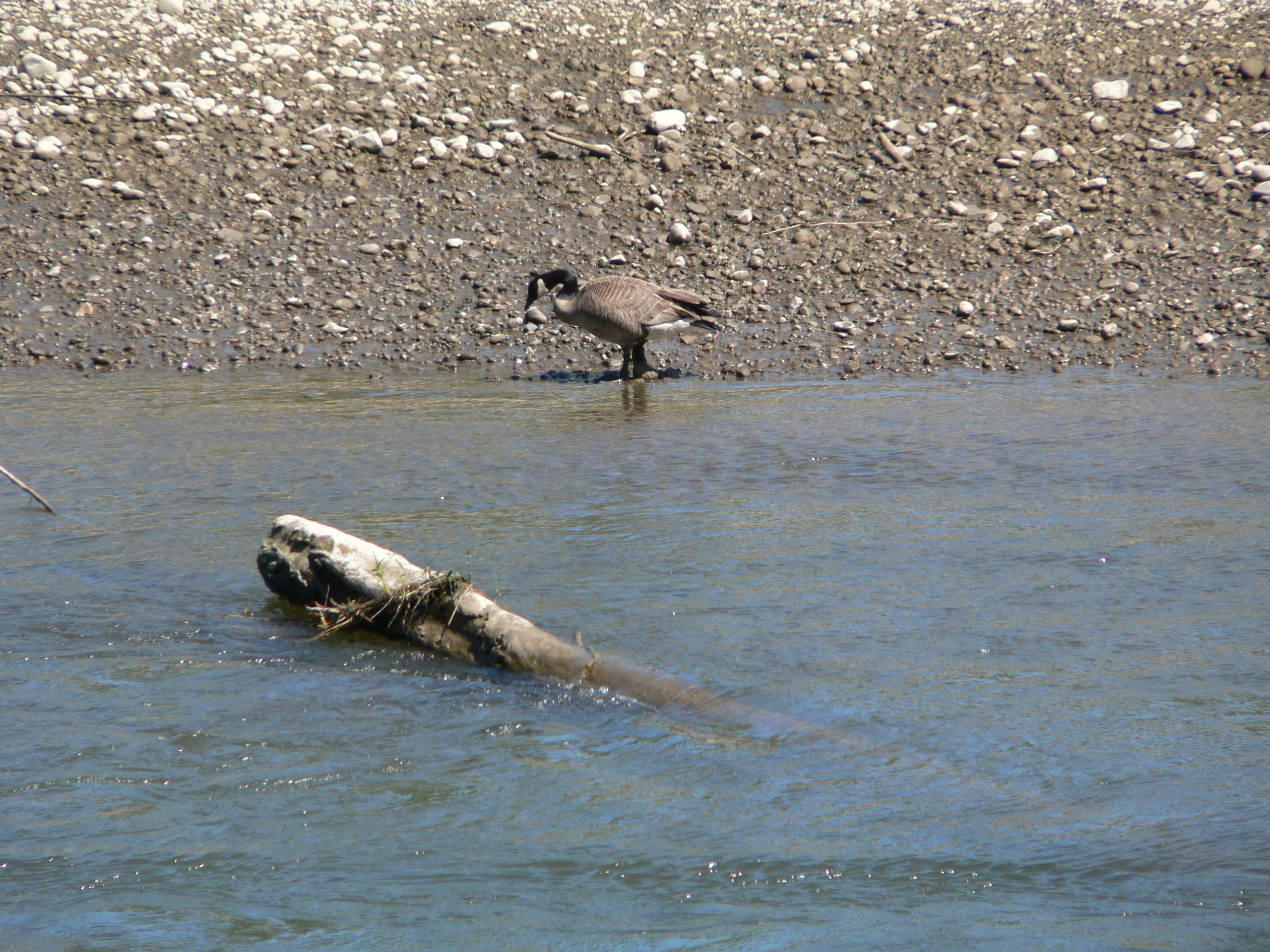
Une bernache du Canada se nourrit près d'un snag dans la rivière Nisqually

En Australie, le rôle des snags d'eau douce a été largement ignoré jusqu'à récemment, et plus d'un million de chicots ont été retirés du bassin Murray-Darling. De vastes étendues des plaines du système Murray-Darling sont maintenant dépourvues des chicots indispensables aux poissons indigènes comme la morue de Murray qui en a besoin pour s'abriter et se reproduire. Certaines tentatives de quantification des dommages ont été faites. La plupart des snags dans ces systèmes sont constitués par des gommier des rivières. Comme le bois dense du gommier immergé est presque inatteignable à la pourriture, on pense que certains des snags de gommier enlevés au cours des dernières décennies pourraient avoir plusieurs milliers d'années.
Également connus sous le nom de deadheads, les snags partiellement submergés représentaient des dangers pour la navigation et le commerce des premiers bateaux fluviaux. Les snags perforent les coques en bois utilisées au XIXe siècle et au début du XXe siècle. Les snags étaient, en fait, le danger le plus fréquemment rencontré, en particulier dans les premières années des bateaux à vapeur. Aux États-Unis, le US Army Corps of Engineers exploitait des « snagboats » tels que le WT Preston dans le Puget Sound de l'État de Washington et le Montgomery dans les rivières de l'Alabama pour se retirer et éliminer les snags,.  À partir de 1824, il y a eu des efforts réussis pour enlever les snags du Mississippi et de ses affluents. En 1835, un lieutenant a signalé au chef du génie que les voyages en bateau à vapeur étaient devenus beaucoup plus sûrs, mais au milieu des années 1840, les crédits pour l'enlèvement des snags se sont taris et les snags se sont accumulés jusqu'à après la guerre civile.

## Voir également
- Chronoxyle
- Large woody debris